# La Chapelle-Aubareil
La Chapelle-Aubareil település Franciaországban, Dordogne megyében. Lakosainak száma 542 fő (2022. január 1.). La Chapelle-Aubareil Montignac-Lascaux, Marcillac-Saint-Quentin, Coly-Saint-Amand, Saint-Geniès, Tamniès és Valojoulx községekkel határos.

## Népesség
A település népességének változása:
| Lakosok száma | 333  | 308  | 330  | 439  | 516  | 530  | 541  | 533  | 533  | 542  |
|               | 1968 | 1982 | 1990 | 2006 | 2013 | 2015 | 2017 | 2019 | 2020 | 2022 |